# Ливерморијум
Ливерморијум је вештачки хемијски елемент са симболом Lv и атомским бројем 116. То је екстремно радиоактивни елемент који је добијен само у лабораторији, а никад није пронађен у природи. Елемент је добио име по Националној лабораторији „Лавренс Ливермор” у Сједињеним Америчким Државама, која је у сарадњи са Здруженим институтом за нуклеарна истраживања из Дубне, Русија, открила ливерморијум током експеримената изведеним у периоду између 2000. и 2006. године. Назив лабораторије упућује на име града Ливермор у америчкој савезној држави Калифорнији, где се лабораторија и налази, а још даље, град је добио име по земљопоседнику и ранчеру Роберту Ливермору.
Назив елемента усвојила је Међународна унија за чисту и примијењену хемију (IUPAC) 30. маја 2012. године. До данас су откривена четири изотопа ливерморијума, чији масени бројеви су између 290 и 293, укључујући, а најдуже живећи изотоп међу њима је ливерморијум-293 са временом полураспада од око 60 милисекунди. Истраживања указују на постојање и петог изотопа са масеним бројем 294, чији доказ постојања још није дефинитивно пронађен. У периодном систему, налази се у p-блоку трансактинидних елемената. Спада у 7. периоду елемената и смештен је у 16. групу као најтежи халкогени елемент, мада до данас није потврђено да ће се он понашати као тежи хомолог халкогена полонијума. Прорачуни показују да би ливерморијум могао имати неке особине сличне својим лакшим хомолозима (кисеоник, сумпор, селен, телур и полонијум), те да би могао бити постпрелазни метал, мада би такође могло постојати и много значајних разлика међу њима.

## Историја

### Откриће
Ливерморијум је први пут синтетисан 19. јула 2000. године када су научници у Дубни (JINR; Здружени институт за нуклеарна истраживања) бомбардовали мету сачињену од киријума-248 брзим јонима калцијума-48. У тој реакцији опажен је један атом, који се врло брзо распао алфа распадом, енергијом распада од 10,54  на изотоп флеровијума. Резултати експеримента објављени су у децембру исте године.
Производ распада изотопа флеровијума („кћерка” изотоп) имао је особине које су одговарале онима изотопа флеровијума који је првобитно синтетизован у јуну 1999. године, за који се претпостављало да се ради о 288. Та претпоставка имплицирала је да је „родитељски” изотоп био ливерморијум 292. Каснији радови у децембру 2002. наводили су да је синтетисани изотоп флеровијума заправо био 289, те је у том случају синтетизовани атом ливерморијума морао бити заправо 293.

### Потврда открића
Научници са JINR института провели су и други експеримент током априла и маја 2001. када су синтетисали још два атома ливерморијума. У истом експерименту такође су опазили и ланац распада који је одговарао првом опаженом распаду флеровијума из децембра 1998, за који се сматрало да припада изотопу 289. Никад након тога није више опажен изотоп флеровијума са истим особинама као онај откривен у децембру 1998. чак и у истој поновљеној реакцији. Касније је откривено да изотоп 289Fl има другачије особине распада те да првобитно опажени атом флеровијума би заправо могао бити његов нуклеарни изомер 289m. Опажања изомера 289mFl у овој серији експеримената могу дати назнаку о формирању „родитељског” изомера ливерморијума, конкретно 293mLv, или реткој и претходно неоткривеној грани ланца распада раније већ откривених стања 293 до 289mFl. Ни једна од ових могућности није поуздана, те је за позитивно идентификовање ове активности потребно извршити даља истраживања. Друга наведена могућност јесте да је првобитно откривени атом у децембру 1998. био 290Fl, jer je korišten snop male energije u prvom eksperimentu, čineći 2n канал могућим, у том случају „родитељски” изотоп би недвосмислено био 294Lv, међутим ова претпоставка још увек захтева потврду у реакцији .
Синтезу ливерморијума у одвојеним, независним истраживањима потврдили су научници при GSI (2012) и јапанском RIKEN-у (2014 и 2016). У експерименту из 2016. при RIKEN-у, опажен је један атом за који се претпоставило да се ради о 294Lv, а који се распао алфа распадом до 290 и 286Cn, а даље је дошло до спонтане фисије. Међутим, први алфа распад од добијеног нуклида ливерморијума није опажен, те је доказ о синтези изотопа 294Lv и даље споран, мада је такав резултат могућ.

### Именовање
Према Мендељејевљевој номенклатури за неименоване и неоткривене елементе, ливерморијум би се требао звати ека-полонијум. Године 1979. IUPAC је предложио да се као привремено систематско име овог елемента користи унунхексијум (уз одговарајући симбол Uuh) све до коначног открића и потврде постојање овог елемента, након чега би се одабрало стално име. Иако се овако предложени назив користио на свим нивоима, почев од школа па до напредних хемијских приручника, многи хемичари и физичари су IUPAC-ове препоруке често игнорисали, називајући га елемент 116 са симболом E116, (116) и једноставно само 116.
Према препорукама IUPAC-а, проналазачи новог елемента имали су право и част предлагања назива елемента. Заједничка радна група (JWP) IUPAC-а је 1. јуна 2011 објавила да је пружено довољно доказа о постојању унунхексијума (ливерморијума), као и елемента 114 (флеровијума). Према заменику директора JINR, тим из Дубне је првобитно намеравао да елемент 116 назове московијум, према Московској области где се налази град Дубна, али је касније одлучено да се тај назив користи за елемент 115. Назив ливерморијум и његов симбол Lv усвојен је 23. маја 2012. године. Назив је изведен из имена Националне лабораторије Лавренс Ливермор са седиштем у Ливермору у америчкој савезној држави Калифорнији. Ова лабораторија је била један од сарадника JINR током откривања овог елемента. Име лабораторије и града Ливермор изведено је из презимена америчког ранчера из 19. века Роберта Ливермора, натурализираног мексичког држављанина, рођеног у Енглеској. Церемонија званичног именовања елемената флеровијума и ливерморијума одржана је у Москви 24. октобра 2012. године.